# Liste der geschützten Landschaftsbestandteile im Regionalverband Saarbrücken
Die Liste der geschützten Landschaftsbestandteile im Regionalverband Saarbrücken ist wegen ihres Umfangs in Teillisten für die einzelnen Städte und Gemeinde im Regionalverband Saarbrücken im Saarland aufgeteilt. Diese nennen die jeweiligen geschützten Landschaftsbestandteile. Geschützte Landschaftsbestandteile sind Elemente aus der Natur und Landschaft, die zur Erhaltung, Wiederherstellung und Entwicklung unter Schutz gestellt werden. Weitere Bedeutung haben sie als Habitate für bestimmte wild lebende Tier- und Pflanzenarten.

## Teillisten
| Ort                   | Liste                                                                   |
| --------------------- | ----------------------------------------------------------------------- |
| Friedrichsthal (Saar) | Liste der geschützten Landschaftsbestandteile in Friedrichsthal (Saar)  |
| Großrosseln           | Liste der geschützten Landschaftsbestandteile in Großrosseln            |
| Heusweiler            | Liste der geschützten Landschaftsbestandteile in Heusweiler             |
| Kleinblittersdorf     | Liste der geschützten Landschaftsbestandteile in Kleinblittersdorf      |
| Püttlingen            | Liste der geschützten Landschaftsbestandteile in Püttlingen             |
| Quierschied           | in Quierscheid sind keine geschützten Landschaftsbestandteile verordnet |
| Riegelsberg           | Liste der geschützten Landschaftsbestandteile in Riegelsberg            |
| Saarbrücken           | Liste der geschützten Landschaftsbestandteile in Saarbrücken            |
| Sulzbach/Saar         | Liste der geschützten Landschaftsbestandteile in Sulzbach/Saar          |
| Völklingen            | Liste der geschützten Landschaftsbestandteile in Völklingen             |